# شهرداری پلوژینه
شهرداری پلوژینه (به لاتین: Plužine Municipality) یک منطقهٔ مسکونی در مونته‌نگرو است که در مونته‌نگرو واقع شده‌است. شهرداری پلوژینه ۸۵۴ کیلومتر مربع مساحت دارد.